# Норвешка на Летњим олимпијским играма 1900.
Норвешка се први пут појавила на Олимпијским играма 1900. у Паризу, које су биле друге олимпијске игре модерног доба. Резултати спортиста из Норвешке воде се одвојено од шведских спортиста упркос тадашњој персоналној унији та две краљевине која је постојала у 1900 години.

## Медаље
Златне медаље нису додељиване на Олимпијским играма 1900. За прво место је додељивана сребрна, а за друго бронзана медаља. Међународни олимпијски комитет је ретроактивно доделио златне, сребрне и бронзане медаље на такмичаре који су завршили на 1., 2., и 3. месту, у циљу да би и награде на раним олимпијским играма биле у складу са актуелним наградама.

### Спортисти Норвешке по дисциплинама
| Спорт      | Мушкарци | Жене | Укупно |
| ---------- | -------- | ---- | ------ |
| Атлетика   | 2        | 0    | 2      |
| Стрељаштво | 5        | 0    | 5      |
| Укупно     | 7        | 0    | 7      |

## Освајачи медаља
Норвешка је завршила у укупном скору као 16 нација по броју освојених медаља са две сребрне и три бронзане медаље.

### Сребро
- Оле Естмо — Стрељаштво, Војничка пушка стојећи став
- Олаф Фриденлунд, Хелмер Хермандсен, Оле Естмо, Оле Сетер, Том Себерг — Стрељаштво, Војничка пушка екипно.

### Бронза
- Карл Алберт Андерсен — Атлетика, скок мотком
- Оле Естмо — Стрерљаштво, Војничка пушка лежећи став
- Оле Естмо — Стрељаштво, Војничка пушка тростав

## Атлетика
Двојица норвешких атлетичара, тркач и скакач, такмичили су се у четири атлетске дисциплине и освојиили једну бронзану медаљу у скоку мотком.

### Мушкарци
Тркачке дисциплине
| Атлетичар   | Дис.  | Група    | Група     | Финале           | Финале           | Детаљи |
| Атлетичар   | Дис.  | Резултат | Место     | Резултат         | Место            | Детаљи |
| ----------- | ----- | -------- | --------- | ---------------- | ---------------- | ------ |
| Ингвар Брин | 200 м | непознат | 4-8 / 8   | Није се пласирао | Није се пласирао |        |
| Ингвар Брин | 400 м | непознат | 7-15 / 15 | Није се пласирао | Није се пласирао |        |

Техничке дисциплине
| Атлетичар Лични рекорд | Дисциплина  | Финале           | Финале  | Детаљи |
| Атлетичар Лични рекорд | Дисциплина  | Најбољи резултат | Место   | Детаљи |
| ---------------------- | ----------- | ---------------- | ------- | ------ |
| Карл Алберт Андерсен   | скок мотком | 3,20             | Бронза  |        |
| Карл Алберт Андерсен   | скок увис   | 1,70             | 4-6 / 8 |        |

## Стрељаштво
Норвешка је освојила четири медаље у у пет дисциплина у стрељаштву у којима је учествовала на пет војних пушка догађаја, укључујући и сребрну медаљу у екипном такмичењу.
| Соревнование          | Спортсмены                                                           | Финал     | Финал |
| Соревнование          | Спортсмены                                                           | Результат | Место |
| --------------------- | -------------------------------------------------------------------- | --------- | ----- |
| ВК пушка стојећи став | Оле Естмо                                                            | 299       | 2     |
| ВК пушка стојећи став | Хелмер Хермандсен                                                    | 280       | 9     |
| ВК пушка стојећи став | Том Себерг                                                           | 275       | 13    |
| ВК пушка стојећи став | Олаф Фриденлунд                                                      | 271       | 16    |
| ВК пушка стојећи став | Оле Сетер                                                            | 239       | 26    |
| ВК пушка клечећи став | Оле Сетер                                                            | 293       | 12    |
| ВК пушка клечећи став | Хелмер Хермандсен                                                    | 290       | 13    |
| ВК пушка клечећи став | Оле Естмо                                                            | 289       | 15    |
| ВК пушка клечећи став | Том Себерг                                                           | 272       | 21    |
| ВК пушка клечећи став | Олаф Фриденлунд                                                      | 259       | 27    |
| ВК пушка лежећи став  | Оле Естмо                                                            | 329       | 3     |
| ВК пушка лежећи став  | Хелмер Хермандсен                                                    | 308       | 10    |
| ВК пушка лежећи став  | Том Себерг                                                           | 301       | 16    |
| ВК пушка лежећи став  | Оле Сетер                                                            | 298       | 18    |
| ВК пушка лежећи став  | Олаф Фрюденлунд                                                      | 287       | 22    |
| ВК пушка тростав      | Оле Естмо                                                            | 917       | 3     |
| ВК пушка тростав      | Хелмер Хермандсен                                                    | 878       | 13    |
| ВК пушка тростав      | Том Себерг                                                           | 848       | 17    |
| ВК пушка тростав      | Оле Сетер                                                            | 830       | 20    |
| ВК пушка тростав      | Олаф Фриденлунд                                                      | 817       | 24    |
| ВК пушка екипно       | Оле Естмо, Хелмер Хермандсен, Том Себерг, Оле Сетер, Олаф Фриденлунд | 4290      | 2     |